# Bertil Gadö
Karl Bertil Gadö, född 20 juli 1916 i Malmö, död 2014, var en svensk målare och grafiker.
Han var son till järnvägstjänstemannen Karl Emil Gadö och Hedvig Maria Persson. Gadö studerade konst vid Skånska målarskolan i Malmö 1933-1935 samt under egna självstudier. Han debuterade i en samlingsutställning i Malmö 1939 och ställde ut separat första gången på SDS-centralen i Malmö 1943. Tillsammans med Lars Engström ställde han ut på Malmö rådhus, han medverkade regelbundet i Skånes konstförenings höstutställningar och han var representerad i utställningen Skånekonstnärer på Liljevalchs konsthall i Stockholm. 
Som medlem i konstnärsgruppen Skånsk avantgardekonst medverkade han i utställningar på bland annat Malmö museum. 1951 medverkade han i Bennialen på Museo de Arte Moderna i San Paulo. Han valdes tillsammans med Edgar Ende, Rudolf Schlichter och Kurt Seligmann in i en internationell surrealistgrupp  1952. Han var med i konstnärsgruppen Imaginisterna ett par år men lämnade gruppen 1952 på grund av att hans konst blev mer och mer surrealistisk. Gadö är representerad vid Moderna museet och Malmö museum.